# Уронен, Йере
Йере Юхани Уронен (фин. Jere Juhani Uronen, род. 13 июля 1994, Турку, Финляндия) — финский футболист, защитник американского клуба «Шарлотт» и национальной сборной Финляндии.

## Клубная карьера
Воспитанник футбольного клуба ТПС. За взрослый состав клуба Уронен дебютировал 12 июня 2011 года в матче против клуба «Хака». 31 июля 2011 года Уронен забил свой первый профессиональный гол в матче против клуба «Хонка». В общей сложности, Уронен за свой дебютный сезон сыграл 18 матчей и забил один гол. В составе ТПС Уронен также успел дебютировать в Лиге Европы, сыграв один матч во втором квалификационном раунде против бельгийского «Вестерло».
В январе 2012 года Уронен подписал контракт со шведским клубом «Хельсингборг» на четыре с половиной года. Дебютировал в клубе 1 февраля 2012 года в выставочном матче против загребского «Динамо», где сыграл все 90 минут. В Аллсвенскане Уронен дебютировал 2 апреля в матче против «Норрчёпинга». Свой первый гол в составе «Хельсинборга» Уронен забил 12 августа в матче против «Кальмара».
4 января 2016 года Уронен подписал контракт с бельгийским клубом «Генк» на два с половиной года с опцией продления ещё на год. Дебютировал в клубе 13 марта 2016 года в матче против «Остенде». Свой первый гол в составе «Генка» Уронен забил 20 апреля в матче против «Брюгге».
20 июля 2021 года Уронен перешёл во французский клуб «Брест».
7 января 2023 года Уронен отправился в аренду в немецкий клуб «Шальке 04» на вторую половину сезона с опцией выкупа.
2 августа 2023 года Уронен перешёл в клуб MLS «Шарлотт», подписав контракт до конца сезона 2025 с опцией продления на сезон 2026. В американской лиге дебютировал 26 августа в матче против «Лос-Анджелеса», выйдя на замену во втором тайме вместо Нейтана Берна.

## Международная карьера
Уронен представлял юниорские сборные Финляндии разных возрастов. За молодёжную сборную Уронен дебютировал 8 августа 2011 года в матче против сборной Словении. За национальную сборную Финляндии Уронен дебютировал 26 мая 2012 года в матче против сборной Турции.
Был включён в состав сборной на чемпионат Европы 2020.

## Статистика выступлений
| Клуб             | Лига             | Сезон            | Чемпионат | Чемпионат | Кубок страны | Кубок страны | Еврокубки | Еврокубки | Итого | Итого |
| Клуб             | Лига             | Сезон            | Игры      | Голы      | Игры         | Голы         | Игры      | Голы      | Игры  | Голы  |
| ---------------- | ---------------- | ---------------- | --------- | --------- | ------------ | ------------ | --------- | --------- | ----- | ----- |
| ТПС              | Юккёнен          | 2011/12          | 18        | 1         | 0            | 0            | 0         | 0         | 18    | 1     |
| ТПС              | Итого            | Итого            | 18        | 1         | 0            | 0            | 0         | 0         | 18    | 1     |
| Хельсингборг     | Аллсвенскан      | 2011/12          | 17        | 2         | 1            | 0            | 0         | 0         | 18    | 2     |
| Хельсингборг     | Аллсвенскан      | 2012/13          | 4         | 0         | 3            | 0            | 10        | 0         | 17    | 0     |
| Хельсингборг     | Аллсвенскан      | 2013/14          | 24        | 0         | 5            | 1            | 0         | 0         | 29    | 1     |
| Хельсингборг     | Аллсвенскан      | 2014/15          | 26        | 3         | 0            | 0            | 0         | 0         | 26    | 3     |
| Хельсингборг     | Итого            | Итого            | 71        | 5         | 9            | 1            | 10        | 0         | 90    | 6     |
| Генк             | Лига Жюпиле      | 2015/16          | 6         | 1         | 0            | 0            | 0         | 0         | 6     | 1     |
| Генк             | Итого            | Итого            | 6         | 1         | 0            | 0            | 0         | 0         | 6     | 1     |
| Всего за карьеру | Всего за карьеру | Всего за карьеру | 95        | 7         | 9            | 1            | 10        | 0         | 114   | 8     |

## Достижения
«Хельсингборг»
- Обладатель Суперкубка Швеции: 2012
- Финалист Кубка Швеции: 2013/14

«Генк»
- Чемпион Бельгии: 2018/19